# Peder Kolstad
Peder Ludvik Kolstad (Borge, 28 de novembro de 1878 – Oslo, 5 de março de 1932) foi um professor e político norueguês. Foi primeiro-ministro de seu país pelo Partido dos Agricultores, de 1931 até sua morte em 1932. Kolstad também atuou como ministro das finanças do país.
Foi um dos principais políticos do movimento camponês, e foi eleito membro do Parlamento de Østfold no período 1922-1933. Era considerado um político moderado, e pertencia à ala conservadora do partido. No final da década de 1920 passou a defender medidas governamentais para combater às dificuldades na agricultura